# رافاييل مارتينث بارينا
رافاييل مارتينث بارينا (بالإسبانية: Rafael Martínez Barrena، ولد في 10 ديسمبر 1983، مدريد، إسبانيا) لاعب جمباز فني إسباني.
حصل على ميداليتين ذهبيتين في بطولات أوروبا للجمباز الفني عام 2005 و2007.

## إنجازاته

### بطولة أوروبا للجمباز الفني
- 2004 لوبلانا  سلوفينيا:  ميدالية فضية في مسابقة الفردي العام (All around).
- 2004 لوبلانا  سلوفينيا:  ميدالية برونزية في جهاز الحركات الأرضية (Floor exercise).
- 2005 دبرسن  المجر:  ميدالية ذهبية في مسابقة الفردي العام (All around).
- 2007 أمستردام  هولندا:  ميدالية ذهبية في جهاز الحركات الأرضية (Floor exercise).

## روابط خارجية
- رافاييل مارتينث بارينا على موقع الاتحاد الدولي للجمباز (licence) (الإنجليزية)
- رافاييل مارتينث بارينا على موقع الاتحاد الدولي للجمباز (biography) (الإنجليزية)
- رافاييل مارتينث بارينا على موقع اللجنة الأولمبية الدولية (الإنجليزية)
- رافاييل مارتينث بارينا على موقع أوليمبيديا (الإنجليزية)